# Реюньон
Реюньо́н (фр. Réunion [ʁe.y.nˈjɔ̃], прослушатьо файле; рею. креол. Rényon) — островной заморский регион Франции. Расположен на одноимённом острове в Индийском океане, в 700 км к востоку от Мадагаскара, относится к Африке.
Площадь — 2512 км². Численность населения — 828 581 человек (2011). Административный центр — Сен-Дени (137 000 человек в 2010 году).
Валюта — Евро (EUR, код 978).
Часовой пояс — UTC+4.
Телефонный код — 262.
Интернет-домен — .re.
Код ISO — RE.

## Название
В XVII веке остров перешел во владение Франции и стал называться Бурбон в честь династии, правившей страной в то время. После Великой французской революции Национальный конвент 23 марта 1793 года принял решение переименовать территорию в Реюньон (фр. La Réunion), чтобы убрать связь со старым режимом. «La Réunion» на французском языке обычно означает «собрание» или «ассамблея». Предположительно, это название было выбрано в честь встречи марсельских федератов и парижских национальных гвардейцев, которая предшествовала восстанию 10 августа 1792 года. Однако это не подтверждается никакими документами, и использование слова «встреча» могло быть чисто символическим.
В XIX веке остров снова сменил название: в 1806 году, во времена Первой империи, генерал Декан назвал его Île Bonaparte (в честь Наполеона), а в 1810 году он снова стал называться Бурбон. В конце концов, после падения Июльской монархии он был переименован в Реюньон декретом временного правительства от 7 марта 1848 года.
В соответствии с первоначальным написанием и классическими орфографическими и типографскими правилами артикль «la» писался со строчной буквы, но в конце XX века во многих работах было принято написание «La Réunion» с прописной буквы, чтобы подчеркнуть интеграцию артикля в название. Это последнее написание соответствует рекомендациям Национальной комиссии по топонимике и фигурирует в действующей Конституции Французской Республики в статьях 72-3 и 73.

## География
Территория — 2512 км².

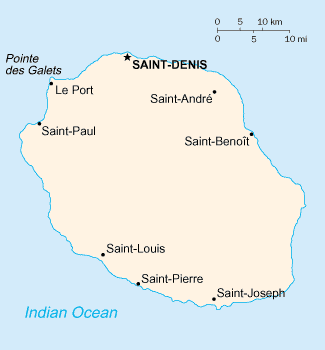
Карта острова

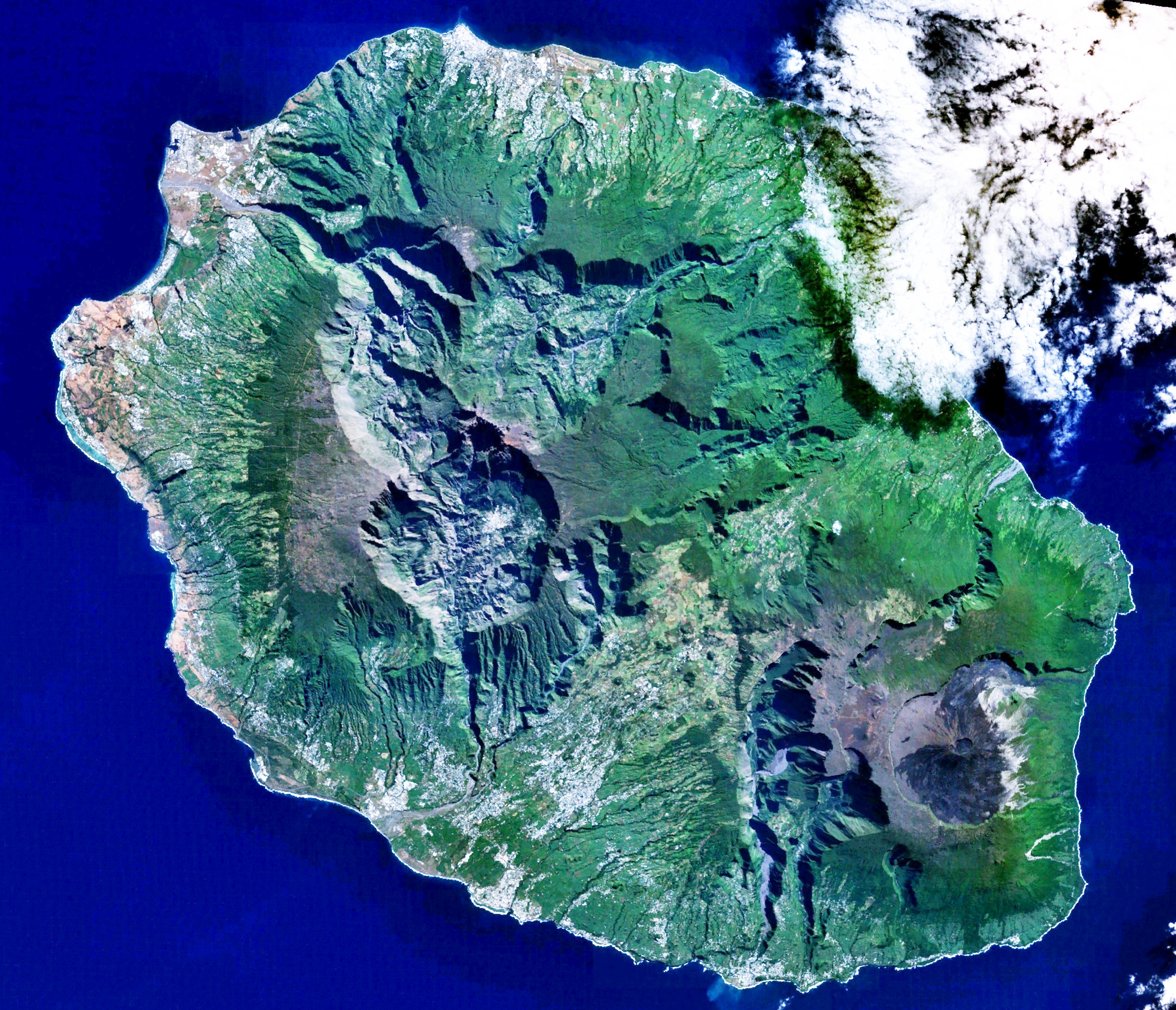
Снимок Реюньона со спутника

Департамент расположен на острове Реюньон. Территория гориста, так как остров имеет вулканическое происхождение. Высшая точка — потухший вулкан Питон-де-Неж (3069 м), вторая по высоте — Гро-Морн (3019 м) в массиве Питон-де-Неж. На юго-востоке департамента есть действующий вулкан Питон-де-ла-Фурнез (фр. Piton de la Fournaise), высотой 2631 м. Лавовые поля занимают около 20 % площади Реюньона.
Центральная часть департамента — разрушенная эрозией вулканическая область, изобилующая обширными цирками, днища которых заняты плодородными вулканическими почвами. Реки изобилуют водопадами.
К циркам примыкают столовые плато. В западной части департамента они покрыты лесами или расчищены под плантации. Юго-восточные плато местами лишены почв, сложены из чёрных базальтов.
Климат тропический, пассатный.
В горах — тропические леса и луга. На юго-западе департамента — саванна.

## История
Остров Реюньон был необитаем, с X века посещался арабскими мореплавателями, которые называли его Дина Маргабин (араб. دينا مارجبين‎) — Западный остров. Реюньон стал одним из немногих островов в регионе, где первыми поселенцами были европейцы.
В июле 1500 года на острове высадился португальский мореплаватель Диогу Диаш. 9 февраля 1512 года или 1513 года в день святой Аполлонии на острове высадился португальский мореплаватель Педру ди Машкареньяш. В честь этого события португальцы назвали его остров Святой Аполлонии (порт. Ilha de Santa Apollónia).

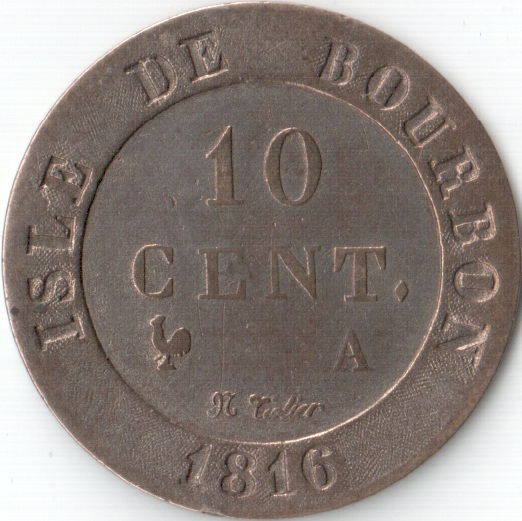
10 сантимов 1816 Остров Бурбон

С 1642 года — владение Франции. В 1649 году по желанию Людовика XIV стал именоваться остров Бурбон (фр. Île Bourbon) в честь королевской семьи Бурбонов. Во второй половине XVII века на остров было завезено большое количество рабов с Мадагаскара, а также из Африки.
В 1715 году начинается производство кофе, из Йемена завезены первые шесть кофейных деревьев.
В 1730 году пойман пират Оливье Ле Вассёр, приговорен к смерти и 7 июля повешен в Сен-Поле.
В 1738 году губернатор Маэ де ла Бурдоннэ принял решение перенести столицу из Сен-Поля в Сен-Дени.
В 1764 году права владения островом переходят от Французской Ост-Индской компании к Французской короне.
23 марта 1793 года, после свержения монархии во Франции, декретом Национального конвента за подписью Г. Монжа и Л. Гойе остров был переименован в Реюньон (фр. Réunion, «объединение»). Согласно утверждению Е. М. Поспелова, переименование было в честь исторического объединения революционеров из Марселя и Национальной гвардии в Париже, которое состоялось 10 августа 1792 года во время Великой Французской революции.
В 1801 году остров стал именоваться остров Бонапарт (фр. Île Bonaparte) в честь Наполеона Бонапарта.
В 1810 году в результате наполеоновских войн Британская империя получила контроль над островом и вернула старое название остров Бурбон. Тогда же англичане заложили плантации сахарного тростника. Вскоре сахар стал важнейшим продуктом экспорта.
В 1815 году остров был возвращён Франции по Парижскому мирному договору (1814).
В 1819 году на острове начинается производство ванили.
В 1848 году название острова вновь меняется, вместо остров Бурбон снова остров Реюньон.
20 декабря 1848 года на острове было отменено рабство (20 декабря является праздником на Реюньоне). Для работ на плантациях кофе и сахарного тростника стали завозиться наёмные рабочие из Индии, а также из Китая.
В 1870 году на острове начался долгий экономический спад из-за открытия судоходства через Суэцкий канал. Корабли на торговом пути между Европой и Азией на острове больше не останавливаются.
В 1879—1882 годах на острове была построена железная дорога под руководством инженера Александра Лаваллэ.
В годы Первой мировой войны падение мировых цен на сахар привело к массовому разорению мелких и средних плантаторов, застою экономики и уменьшению численности населения Реюньона с 208 тысяч в 1866 году до 173 тысяч в 1921 году.
В 1929 году на острове впервые совершил посадку самолёт.
28 декабря 1936 года первый самолёт прибыл в аэропорт Реюньона Ролан Гаррос.
В 1940 году местные органы власти сохраняют лояльность режиму Виши во Франции.
В 1942 году началась оккупация острова войсками Великобритании, входившей в антигитлеровскую коалицию.
В 1946 году остров возвращается под контроль Франции. 19 марта статус острова меняется. Из французской колонии он становится заморским департаментом Франции.
В 1948 году серьёзный ущерб департаменту нанёс циклон. Скорость ветра достигала 300 км/ч.
В 1952 году в городе Силао установлен мировой рекорд по количеству осадков, выпавших в течение суток — 1869,9 мм.
В 1974 году статус территории вновь меняется. Из заморского департамента Франции Реюньон стал административным регионом Франции.
В 1991 году департамент потрясли массовые беспорядки в связи с финансовыми и политическими скандалами.
В 2004 году Реюньон подал заявку на членство в Экономическом сообществе стран Восточной и Южной Африки.
В 2005 году маленькие острова в Мозамбикском проливе — Европа, Бассас-да-Индия и острова Глорьёз — переходят из юрисдикции Реюньона в юрисдикцию Французских Южных и Антарктических территорий.
4 октября 2005 года произошло очередное извержение вулкана Питон-де-ла-Фурнез. С 1640 года зарегистрировано более 100 его извержений.

## Система управления
Реюньоном управляет префект, назначаемый президентом Франции.
Также имеются Генеральный совет и Региональный совет — 47 и 45 членов соответственно, избираются населением Реюньона, раз в 6 лет.
Кроме того, население Реюньона избирает 3 сенаторов Франции и 5 депутатов Национальной Ассамблеи Франции.

## Население
Численность населения — 828 581 человек (перепись 2011 года).

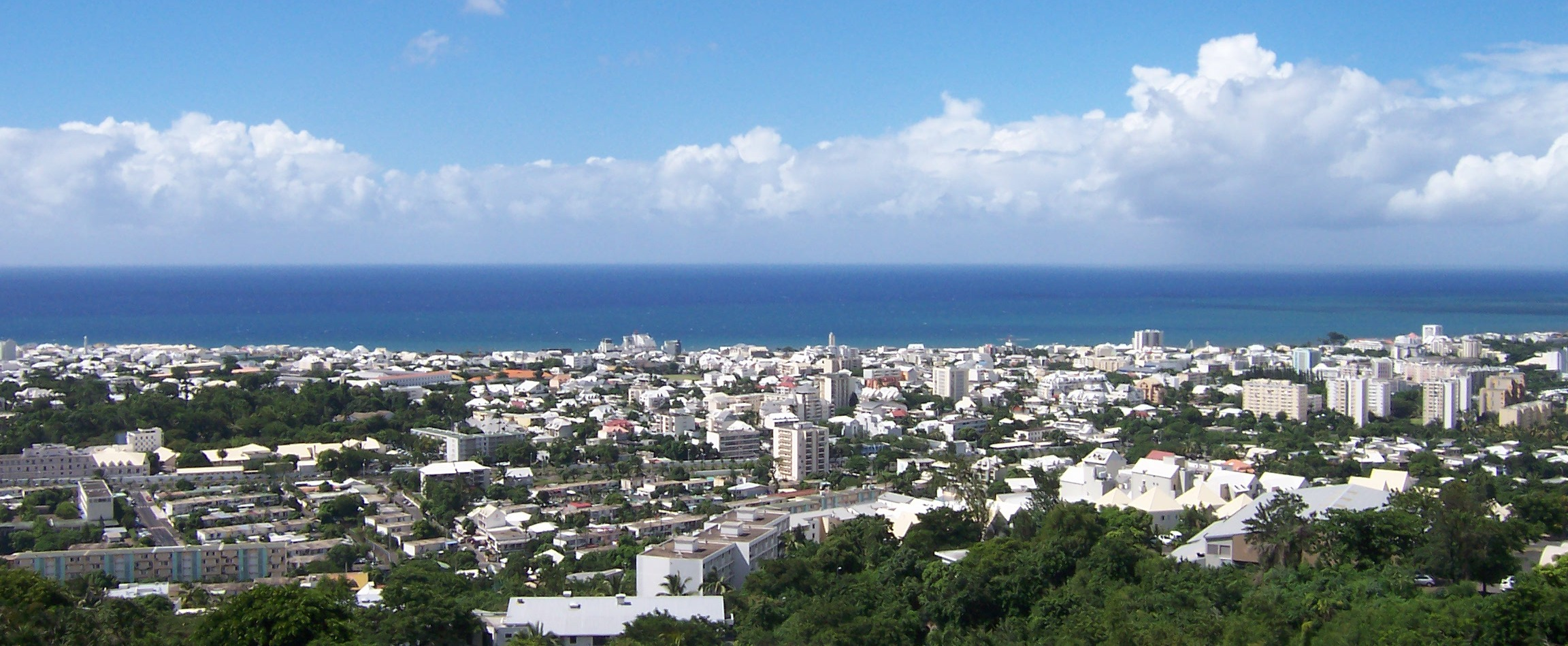
Панорама Сен-Дени

На Реюньоне смешались культурные традиции французов, африканцев, выходцев из Индии и Пакистана, китайцев и малагасийцев.
Около половины населения Реюньона — креолы (смешанного происхождения, в основном франко-африкано-малагасийского), «белые» французы составляют около четверти населения, индийцы — около 20—25 %, остальные — китайцы, вьетнамцы и другие.
Около 90 % населения — католики, есть сторонники Ассамблей Бога, индуисты, мусульмане, буддисты, а также растафариане. В департаменте действуют католическая епархия Сан-Дени-де-ла-Реюньон и Мадагаскарская митрополия Александрийской православной церкви.
Широко распространён креольский язык (на основе французского), хотя в школе обучение ведётся только на официальном французском. По данным международной организации франкоязычных стран (МОФ) на 2022 год 88 % населения владеет французским языком.

## Административное деление
Административно Реюньон делится на 4 округа.

Административная карта Реюньона

| № | Округ     | Супрефектура | Население, чел. (2011) | Площадь, км² | Плотность, чел./км² | Число кантонов | Число коммун |
| - | --------- | ------------ | ---------------------- | ------------ | ------------------- | -------------- | ------------ |
| 1 | Сен-Бенуа | Сен-Бенуа    | 122 225                | 736          | 166,07              | 9              | 6            |
| 2 | Сен-Дени  | Сен-Дени     | 197 883                | 423          | 467,81              | 14             | 5            |
| 3 | Сен-Поль  | Сен-Поль     | 211 448                | 467          | 452,78              | 10             | 5            |
| 4 | Сен-Пьер  | Сен-Пьер     | 297 025                | 878          | 338,30              | 16             | 8            |
|   | Сумма     |              | 828 581                | 2504         | 330,90              | 49             | 24           |

Округа делятся на 24 коммуны.
| №  | Коммуны (русск.)    | Коммуны (фр.)           | Код INSEE | Почтовый индекс | Население, чел. (2011) | Площадь, км² |
| -- | ------------------- | ----------------------- | --------- | --------------- | ---------------------- | ------------ |
| 1  | Антр-Дё             | Entre-Deux              | 97403     | 97414           | 6285                   | 66,83        |
| 2  | Бра-Панон           | Bras-Panon              | 97402     | 97412           | 11 838                 | 88,55        |
| 3  | Ла-Плен-де-Пальмист | La Plaine-des-Palmistes | 97406     | 97431           | 5354                   | 83,19        |
| 4  | Ла-Посесьон         | La Possession           | 97408     | 97419           | 30 911                 | 118,35       |
| 5  | Ле-Пор              | Le Port                 | 97407     | 97420           | 37 558                 | 16,62        |
| 6  | Ле-Тампон           | Le Tampon               | 97422     | 97430           | 74 998                 | 165,43       |
| 7  | Лез-Авирон          | Les Avirons             | 97401     | 97425           | 10 705                 | 26,27        |
| 8  | Л’Этань-Сале        | L'Étang-Salé            | 97404     | 97427           | 13 530                 | 38,65        |
| 9  | Петит-Иль           | Petite-Île              | 97405     | 97429           | 11 573                 | 33,93        |
| 10 | Салази              | Salazie                 | 97421     | 97433           | 7418                   | 103,82       |
| 11 | Сен-Бенуа           | Saint-Benoît            | 97410     | 97470           | 35 733                 | 229,61       |
| 12 | Сен-Дени            | Saint-Denis             | 97411     | 97400           | 145 347                | 142,79       |
| 13 | Сен-Жозеф           | Saint-Joseph            | 97412     | 97480           | 36 401                 | 178,50       |
| 14 | Сен-Лё              | Saint-Leu               | 97413     | 97436           | 31 837                 | 118,37       |
| 15 | Сен-Луи             | Saint-Louis             | 97414     | 97450           | 52 523                 | 98,90        |
| 16 | Сен-Пьер            | Saint-Pierre            | 97416     | 97410           | 80 356                 | 95,99        |
| 17 | Сен-Поль            | Saint-Paul              | 97415     | 97460           | 103 916                | 241,28       |
| 18 | Сен-Филип           | Saint-Philippe          | 97417     | 97442           | 5031                   | 153,94       |
| 19 | Сент-Андре          | Saint-André             | 97409     | 97440           | 55 090                 | 53,07        |
| 20 | Сент-Мари           | Sainte-Marie            | 97418     | 97438           | 29 962                 | 87,21        |
| 21 | Сент-Роз            | Sainte-Rose             | 97419     | 97439           | 6792                   | 177,60       |
| 22 | Сент-Сюзан          | Sainte-Suzanne          | 97420     | 97441           | 22 574                 | 58,84        |
| 23 | Силаос              | Cilaos                  | 97424     | 97413           | 5623                   | 84,40        |
| 24 | Труа-Басен          | Trois-Bassins           | 97423     | 97426           | 7226                   | 42,58        |
|    | Сумма               |                         |           |                 | 828 581                | 2504,72      |

## Экономика
Основная сельскохозяйственная экспортная культура — сахарный тростник. Культивируются также кукуруза, картофель, бананы, манго. На Реюньоне начали производить кофе под названием Бурбон. Животноводство — в основном свиньи и козы.
Широко развит туристический бизнес.
Промышленность — в основном производство сахара и рома из сахарного тростника.
Помимо сахара, экспортируются ром, ваниль, гераниевая эссенция, которая используется в парфюмерии, и другие ароматизаторы.
Существует заметная разница в жизненном уровне французов, обосновавшихся в этом департаменте, и представителей индийской, креольской и других общин. Правительство Франции субсидирует экономику заморского департамента, пытаясь сократить эту разницу.

## Реюньон в произведениях искусства
- На Реюньоне происходят главные события романа Жорж Санд «Индиана».
- Жизнь департамента в 1960-е годы показана в художественном фильме «Сирена с „Миссисипи“» режиссёра Франсуа Трюффо.